# 劉吉 (弘治進士)
劉吉（1466年—？），字循理，江西吉安府吉水縣人，民籍，明朝政治人物。

## 生平
江西鄉試第二十名舉人。弘治十五年（1502年）中式壬戌科會試第三十四名，二甲第二十一名進士。授南京刑部主事，歷升署员外郎、署郎中，正德四年（1509年）閏九月升雲南按察司佥事。七年十月以贪暴被巡按御史张羽劾黜。

## 家族
曾祖劉子泳；祖父劉泰謙；父劉世珫，母陳氏。永感下。